# Las chiapanecas (melodía)
Las Chiapanecas es una melodía tradicional de Chiapas es casi su segundo himno, originalmente era solo la melodía y fue compuesta por el músico chiapacorceño, Bulmaro López Fernández (1878- 1960). Nacido en la ciudad de Chiapa de Corzo, inspirándose en el traje de chiapaneca que usaba su prometida, la partitura original de la composición musical esta en poder de su viuda la Sra. Juana María Vargas.
Posteriormente el músico, compositor y director de orquesta. Juan Arozamena (1899-1926), nacido en la ciudad de México, la interpretaría y le agregaría la letra, por todos conocida y que incluso interpretaría Nat King Cole.
Fue tanto el éxito de “Las Chiapanecas” que fue incluida en las películas mexicanas: “La Mujer sin Lágrimas”, que interpretaron Libertad Lamarque, Marga López y Ernesto Alonso; y “La Novia del Mar”. Con estas películas  los mexicanos tuvieron la oportunidad de escuchar la letra y música de “Las Chiapanecas”.
En 1942, la bella, sensual y famosa bailarina venezolana Conchita Ramírez (Nana), después de su exitosa presentación en los teatros de Broadway (Nueva York), decide hacer una intensa gira por Alaska: Islandia, Terranova, las Aleutianas y Dutch Harbor. La escultural morenaza, reina del trópico sudamericano, bailó en toda su gira música afrocubana y, particularmente, rumba, conga y “Las Chiapanecas”. 
En 1959, el famoso cantante estadounidense Nat King Cole graba el disco “Cole en Español”, en donde interpreta la melodía “Las Chiapanecas”, con música de Juan Arozamena, letra de Manuel Castro Padilla y acompañamiento musical de la marimba de los “Hermanos Paniagua”. Tiempo después, la gran Orquesta Filarmónica de Londres, Inglaterra, dirigida por Luis Cobos, graba un disco donde incluye  “Las Chiapanecas”. Con el tiempo esta melodía se hizo del dominio público, olvidándose el nombre del autor de la letra y de la música, así como de la historia de su origen. 
Con el paso del tiempo, se le agregó la coreografía y se danza con el Traje de Chiapaneca, originario de Chiapa de Corzo, siendo emblemática y representativa de Chiapas.

## Polémica
Existe la polémica sobre de la autoría de esta melodía, cronistas de Tuxtla Gutiérrez apoyan la autoría de Juan Arozamena, pero lo más probable es que el señor Bulmaro López Fernández haya compuesto la melodía, debido a los documentos históricos que existen a ya la antigüedad de los mismos, los cuales están certificados ante notario de la época y se encuentran expuestas al público en la sala Librado Bulmaro López Fernández del Exconvento Santo Domingo de Guzmán en Chiapa de Corzo, Chiapas. Aunque sin la difusión del señor Juan Arozamena la melodía no se hubiera dado a conocer de manera masiva y volverse tan popular, además de agregarle la coreografía tan conocida, por lo que sin el talento de ambos destacados músicos, la melodía no estaría completa.

## Letra de las Chiapanecas.
En 1940 Mercedes Leal Velasco, de Laredo, Tamaulipas, le compuso otra letra a “Las Chiapanecas”, misma que se tocaba en marimba en los bailables escolares. Tampoco figuró. Sin embargo, la más popular es la versión atribuida a Bulmaro Fernández, debido a que es la que más describe a la mujer chiapaneca. Los característicos aplausos con los que el público acompaña la melodía, se agregaron más tarde.

### Versión Bulmaro López Fernández
Soy de Chiapas, tierra linda,

donde todas las mujeres

son valientes y son bonitas,

y buenas pa' los quereres.

Chiapas lindo, muy querido,

tierra santa de mi sueño;

tus mujeres son bien francas

y quieren con el corazón;

¡Sí, señor!

Y si un mocito se acerca a mí

y muy quedito me dice así:

¡Ay, chaparrita por tu querer,

daría la vida y corazón!

No, no me digas esas cosas;

soy modelo de esposa,

no me vengas a maloriar.

No, no me digas esas cosas;

soy modelo de esposa,

no me vengas a maloriar.

### Versión Juan Arozamena
Un clavel corté.

Por la sierra azul, (‹Por la sierra fui,› en la versión cantada por Nat King Cole)

caminito de mi rancho,

como el viento fue

mi caballo fiel

a llevarme hasta su lado.

Linda flor de abril,

toma este clavel

que te brindo con pasión.

No me digas no,

que en tu boca está

el secreto de mi amor.

Cuando la noche llegó

y con su manto de azul

el blanco rancho cubrió,

alegre el baile empezó.

Baila, mi chiapaneca;

baila, baila con garbo;

baila, suave rayo de luz.

Baila mi chiapaneca;

baila, baila con garbo,

que en el baile